# 향신채

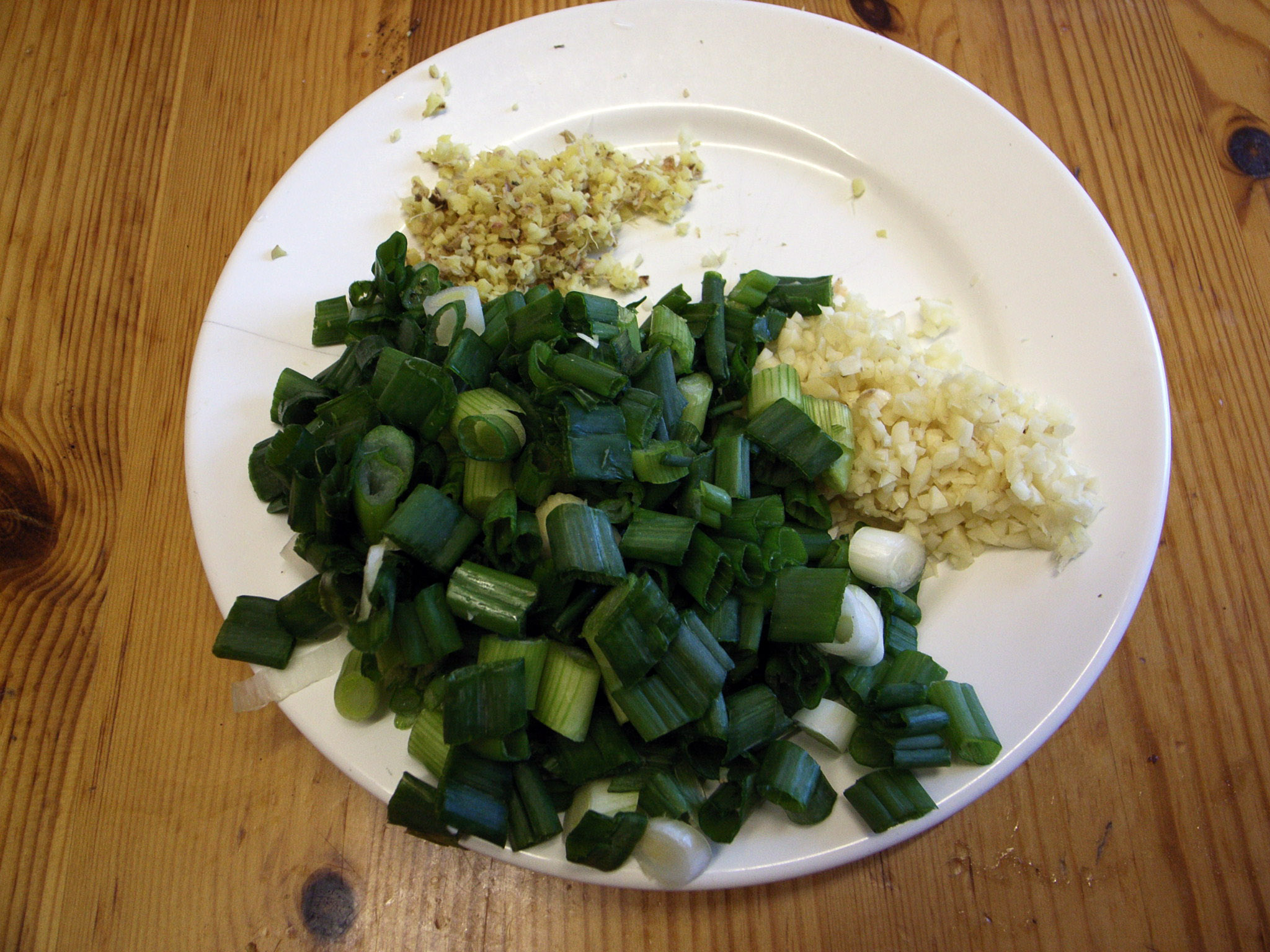
어슷썬 파, 다진 마늘, 다진 생강

향신채(香辛菜) 또는 향신채소(香辛菜蔬)는 음식에 맵거나 향기로운 맛을 더하는 채소이다. 주로 양념에 쓰인다.

## 종류
- 부추속: 대파, 실파, 양파, 쪽파, 달래, 리크, 마늘, 셜롯 등
- 생강과: 생강, 울금, 고량강 등
- 고추속: 고추, 단고추
- 후추과: 흑후추, 백후추 등
- 초피나무속: 초피, 산초, 화자오 등
- 배추과: 고추냉이, 겨자, 겨자무, 냉이 등
- 꿀풀목: 참깨, 들깨, 배초향 등
- 미나리과: 고수 등

## 같이 보기
- 나물
- 허브